# The Cross of Changes
Albums de Enigma
MCMXC a.D.
(1990) Le Roi est mort, vive le Roi!
(1996)
Singles
1. Return to Innocence
2. Age of Loneliness
3. The Eyes of Truth
4. Out from the Deep

The Cross of Changes est le deuxième album du groupe de musique new age allemand Enigma sorti en 1993.
Ce second album est sorti trois ans après MCMXC a.D., énorme succès international avec le tube Sadeness, Michael Cretu y reprend les mêmes ingrédients qui ont fait son succès. Pour ce deuxième opus, il n'a toutefois pas utilisé de chants grégoriens comme pour MCMXC a.D. mais plutôt des chants ethniques.
Silent Warrior sample l'introduction instrumentale du titre Tonight, Tonight, Tonight, du groupe Genesis.
Le titre Age of Loneliness a été utilisé pour le film Sliver de Phillip Noyce, avec Sharon Stone et The Eyes of Truth fut utilisé pour la bande-annonce de Matrix.

## Titres

### Album original (1993)
| No | Titre                            | Auteur, compositeur               | Durée |
| -- | -------------------------------- | --------------------------------- | ----- |
| 1. | Second Chapter                   | Curly M.C.                        | 2:16  |
| 2. | The Eyes of Truth                | Curly                             | 7:13  |
| 3. | Return to Innocence              | Curly, Kuo Ying-nan, Kuo Hsiu-chu | 4:17  |
| 4. | I Love You ... I'll Kill You     | Curly, David Fairstein            | 8:51  |
| 5. | Silent Warrior                   | Curly                             | 6:10  |
| 6. | The Dream of the Dolphin         | Curly, Fairstein                  | 2:47  |
| 7. | Age of Loneliness (Carly's Song) | Curly                             | 5:22  |
| 8. | Out from the Deep                | Curly                             | 4:53  |
| 9. | The Cross of Changes             | Curly                             | 2:23  |

### Édition limitée (1994)
The Cross of Changes est ressorti en novembre 1994 avec les titres de l'album original avec trois titres inclus - des remix supplémentaires).
10. Return to Innocence (Long & Alive Version) (Curly M.C.) – 7:07
11. Age of Loneliness (Enigmatic Club Mix) (Curly M.C.) – 6:23
12. The Eyes of Truth (The Götterdämmerung Mix) (Curly M.C.) – 7:18

## Classements
| Classement (1993-94)          | Meilleure place |
| ----------------------------- | --------------- |
| Allemagne (Media Control AG)  | 5               |
| Australie (ARIA)              | 2               |
| Autriche (Ö3 Austria Top 40)  | 5               |
| États-Unis (Billboard 200)    | 9               |
| France (SNEP)                 | 9               |
| Italie (FIMI)                 | 20              |
| Norvège (VG-lista)            | 5               |
| Nouvelle-Zélande (RIANZ)      | 1               |
| Pays-Bas (Mega Album Top 100) | 7               |
| Royaume-Uni (UK Albums Chart) | 1               |
| Suède (Sverigetopplistan)     | 3               |
| Suisse (Schweizer Hitparade)  | 4               |